# It's My Life (série télévisée)
 (juillet 2020).
Pour les articles homonymes, voir It's My Life.
It's My Life (en coréen : 비켜라 운명아, ou C'est Ma Vie en français) est une série télévisée sud-coréenne parue en 2018 et mettant en vedette Park Yoon-jae, Seo Hyo-rim, Jin Ye-sol et Kang Tae-sung. La série a été diffusée quotidiennement sur la chaîne KBS1 de 8 h 25 à 9 h 0 (KST) du 5 novembre 2018 au 26 avril 2019. 

## Distribution

### Rôles principaux
- Park Yoon-jae : Yang Nam-jin
- Seo Hyo-rim : Han Seung-joo
- Jin Ye-sol : Jeong Jin-ah
- Kang Tae-sung : Choi Shi-woo

### Rôles secondaires
- Jo Duk-hyun : Lee Sang-hyeon
- Hong Yo-sub : Han Man-seok
- Kim Hye-ri : Choi Soo-hee
- Nam Il-woo : Ahn Seok-ho
- Kang Doo : Go Seon-gyoo
- Baek Soo-ryun : Mr Kang
- Im Chae-moo : Jang Hee-cheol
- Kim Do-yeon
- Lee Jong-nam : Yang Soon-ja
- Lee Shi-ah
- Kang Shin-il : Heo Chung-san
- Yuk Dong-il : Kang Dae-shik
- Song Min-ji : Seo Yeon-ji
- Yoo Ji-yeon : Ko Yeon-shil
- Kim Kyung-ryong : Père de Kang Dae-shik

### Apparitions spéciales
- Kim Gwang-in
- Dong Yoon-seok

## Audiences
- Dans ce tableau, les nombres en bleus représentent les cotes les plus basses et les nombres en rouges les plus élevées.
- NC indique que la part d'audience n'est pas connue.

| Ep.     | Date de première diffusion | Part d'audience moyenne   | Part d'audience moyenne   | Part d'audience moyenne |
| Ep.     | Date de première diffusion | TNmS                      | AGB Nielsen               | AGB Nielsen             |
| Ep.     | Date de première diffusion | À l'échelle nationale (%) | À l'échelle nationale (%) | Seoul (%)               |
| ------- | -------------------------- | ------------------------- | ------------------------- | ----------------------- |
| 1       | 5 novembre 2018            | 19.6                      | 17.3 (1st)                | 15.9 (1st)              |
| 2       | 6 novembre 2018            | 17.4                      | 16.7 (1st)                | 15.0 (1st)              |
| 3       | 7 novembre 2018            | NC                        | 14.7 (1st)                | 13.0 (1st)              |
| 4       | 8 novembre 2018            | NC                        | 17.8 (1st)                | 16.0 (1st)              |
| 5       | 9 novembre 2018            | NC                        | 16.7 (1st)                | 15.4 (1st)              |
| 6       | 12 novembre 2018           | 18.3                      | 16.4 (1st)                | 14.6 (1st)              |
| 7       | 13 novembre 2018           | 18.7                      | 17.2 (1st)                | 15.7 (1st)              |
| 8       | 14 novembre 2018           | 19.9                      | 17.5 (1st)                | 15.5 (1st)              |
| 9       | 15 novembre 2018           | 21.5                      | 18.9 (1st)                | 13.9 (1st)              |
| 10      | 16 novembre 2018           | 20.3                      | 17.3 (1st)                | 15.4 (1st)              |
| 11      | 19 novembre 2018           | 22.2                      | 19.6 (1st)                | 17.4 (1st)              |
| 12      | 20 novembre 2018           | 18.2                      | 17.7 (1st)                | 16.1 (1st)              |
| 13      | 21 novembre 2018           | 21.1                      | 18.2 (1st)                | 15.7 (1st)              |
| 14      | 22 novembre 2018           | 22.5                      | 19.1 (1st)                | 17.1 (1st)              |
| 15      | 23 novembre 2018           | 21.1                      | 18.6 (1st)                | 17.1 (1st)              |
| 16      | 26 novembre 2018           | 22.9                      | 19.6 (1st)                | 17.4 (1st)              |
| 17      | 27 novembre 2018           | 21.8                      | 19.0 (1st)                | 17.7 (1st)              |
| 18      | 28 novembre 2018           | 21.8                      | 17.9 (1st)                | 15.8 (1st)              |
| 19      | 29 novembre 2018           | 22.3                      | 19.0 (1st)                | 17.4 (1st)              |
| 20      | 30 novembre 2018           | 20.5                      | 18.5 (1st)                | 16.3 (1st)              |
| 21      | 3 décembre 2018            | 22.4                      | 20.0 (1st)                | 17.7 (1st)              |
| 22      | 4 décembre 2018            | 21.1                      | 20.3 (1st)                | 18.0 (1st)              |
| 23      | 5 décembre 2018            | 21.2                      | 18.3 (1st)                | 16.3 (1st)              |
| 24      | 6 décembre 2018            | 22.9                      | 18.5 (1st)                | 16.5 (1st)              |
| 25      | 7 décembre 2018            | NC                        | 19.1 (1st)                | 17.9 (1st)              |
| 26      | 10 décembre 2018           | 19.3                      | 18.9 (1st)                | 17.2 (1st)              |
| 27      | 11 décembre 2018           | 19.8                      | 18.4 (1st)                | 16.8 (1st)              |
| 28      | 12 décembre 2018           | 20.0                      | 17.0 (1st)                | 14.6 (1st)              |
| 29      | 13 décembre 2018           | 21.3                      | 19.2 (1st)                | 17.9 (1st)              |
| 30      | 14 décembre 2018           | 21.4                      | 18.1 (1st)                | 16.8 (1st)              |
| 31      | 17 décembre 2018           | 21.7                      | 18.4 (1st)                | 16.8 (1st)              |
| 32      | 18 décembre 2018           | 20.3                      | 17.7 (1st)                | 16.1 (1st)              |
| 33      | 19 décembre 2018           | 21.6                      | 18.6 (1st)                | 17.0 (1st)              |
| 34      | 20 décembre 2018           | 21.5                      | 18.8 (1st)                | 17.0 (1st)              |
| 35      | 21 décembre 2018           | 20.5                      | 18.7 (1st)                | 17.4 (1st)              |
| 36      | 24 décembre 2018           | 20.6                      | 18.1 (1st)                | 16.3 (1st)              |
| 37      | 25 décembre 2018           | 20.7                      | 19.1 (1st)                | 17.3 (1st)              |
| 38      | 26 décembre 2018           | 21.3                      | 19.0 (1st)                | 17.3 (1st)              |
| 39      | 27 décembre 2018           | 22.2                      | 19.1 (1st)                | 17.7 (2nd)              |
| 40      | 28 décembre 2018           | 21.8                      | 19.7 (1st)                | 18.3 (1st)              |
| 41      | 31 décembre 2018           | 19.8                      | 18.4 (1st)                | 17.3 (1st)              |
| 42      | 1 janvier 2019             | 15.3                      | 15.6 (1st)                | 14.4 (1st)              |
| 43      | 2 janvier 2019             | 21.0                      | 19.3 (1st)                | 17.8 (1st)              |
| 44      | 3 janvier 2019             | 23.0                      | 20.1 (1st)                | 19.1 (1st)              |
| 45      | 4 janvier 2019             | 21.3                      | 19.9 (1st)                | 18.3 (1st)              |
| 46      | 7 janvier 2019             | 22.1                      | 19.5 (1st)                | 17.5 (1st)              |
| 47      | 8 janvier 2019             | NC                        | 19.1 (1st)                | 17.4 (1st)              |
| 48      | 9 janvier 2019             | 20.7                      | 17.9 (1st)                | 16.1 (1st)              |
| 49      | 10 janvier 2019            | 22.4                      | 20.4 (1st)                | 18.8 (1st)              |
| 50      | 11 janvier 2019            | 20.5                      | 19.4 (1st)                | 17.8 (1st)              |
| 51      | 14 janvier 2019            | 21.6                      | 20.0 (1st)                | 18.6 (1st)              |
| 52      | 15 janvier 2019            | 21.1                      | 19.2 (1st)                | 17.4 (1st)              |
| 53      | 16 janvier 2019            | 20.3                      | 20.1 (1st)                | 18.9 (1st)              |
| 54      | 17 janvier 2019            | 22.2                      | 20.0 (1st)                | 18.5 (1st)              |
| 55      | 18 janvier 2019            | 21.6                      | 20.5 (1st)                | 19.5 (1st)              |
| 56      | 21 janvier 2019            | 22.2                      | 19.7 (1st)                | 18.3 (1st)              |
| 57      | 22 janvier 2019            | 22.0                      | 20.2 (1st)                | 18.8 (1st)              |
| 58      | 23 janvier 2019            | 21.3                      | 19.6 (1st)                | 17.8 (1st)              |
| 59      | 24 janvier 2019            | 22.8                      | 20.8 (1st)                | 18.8 (1st)              |
| 60      | 25 janvier 2019            | 21.2                      | 20.4 (1st)                | 19.0 (1st)              |
| 61      | 28 janvier 2019            | 23.2                      | 21.6 (1st)                | 20.6 (1st)              |
| 62      | 29 janvier 2019            | 22.2                      | 20.3 (1st)                | 18.8 (1st)              |
| 63      | 30 janvier 2019            | 21.8                      | 19.5 (1st)                | 17.9 (1st)              |
| 64      | 31 janvier 2019            | 22.6                      | 21.3 (1st)                | 19.2 (1st)              |
| 65      | 1 février 2019             | 22.0                      | 21.1 (1st)                | 19.6 (1st)              |
| 66      | 4 février 2019             | 16.6                      | 16.1 (1st)                | 15.0 (1st)              |
| 67      | 5 février 2019             | 15.4                      | 16.1 (1st)                | 15.4 (1st)              |
| 68      | 6 février 2019             | 19.3                      | 19.9 (1st)                | 19.0 (1st)              |
| 69      | 7 février 2019             | 23.7                      | 21.5 (1st)                | 19.8 (1st)              |
| 70      | 8 février 2019             | 21.9                      | 20.4 (1st)                | 18.4 (1st)              |
| 71      | 11 février 2019            | 22.0                      | 20.9 (1st)                | 18.9 (1st)              |
| 72      | 12 février 2019            | 23.1                      | 20.9 (1st)                | 19.0 (1st)              |
| 73      | 13 février 2019            | 22.4                      | 20.0 (1st)                | 18.2 (1st)              |
| 74      | 14 février 2019            | 22.8                      | 21.8 (1st)                | 20.5 (1st)              |
| 75      | 15 février 2019            | 22.8                      | 21.4 (1st)                | 20.0 (1st)              |
| 76      | 18 février 2019            | 24.1                      | 21.2 (1st)                | 19.7 (1st)              |
| 77      | 19 février 2019            | 23.4                      | 21.0 (1st)                | 19.3 (1st)              |
| 78      | 20 février 2019            | 23.6                      | 19.9 (1st)                | 17.9 (1st)              |
| 79      | 21 février 2019            | 24.1                      | 21.3 (1st)                | 19.1 (1st)              |
| 80      | 22 février 2019            | 23.6                      | 20.5 (1st)                | 18.5 (1st)              |
| 81      | 25 février 2019            | 24.9                      | 21.2 (1st)                | 19.9 (1st)              |
| 82      | 26 février 2019            | 23.4                      | 21.4 (1st)                | 19.9 (1st)              |
| 83      | 28 février 2019            | 18.5                      | 17.6 (1st)                | 16.5 (1st)              |
| 84      | 1 mars 2019                | 22.3                      | 20.9 (1st)                | 19.1 (1st)              |
| 85      | 4 mars 2019                | 24.5                      | 22.5 (1st)                | 20.3 (1st)              |
| 86      | 5 mars 2019                | 24.9                      | 23.1 (1st)                | 21.0 (1st)              |
| 87      | 6 mars 2019                | 23.7                      | 21.9 (1st)                | 20.4 (1st)              |
| 88      | 7 mars 2019                | 25.8                      | 22.7 (1st)                | 20.5 (1st)              |
| 89      | 8 mars 2019                | 24.9                      | 21.1 (1st)                | 19.3 (1st)              |
| 90      | 11 mars 2019               | 25.0                      | 22.8 (1st)                | 20.5 (1st)              |
| 91      | 12 mars 2019               | 25.6                      | 21.9 (1st)                | 20.1 (1st)              |
| 92      | 13 mars 2019               | 23.6                      | 21.2 (1st)                | 19.5 (1st)              |
| 93      | 14 mars 2019               | 24.8                      | 22.2 (1st)                | 20.3 (1st)              |
| 94      | 15 mars 2019               | 24.8                      | 20.9 (1st)                | 19.6 (1st)              |
| 95      | 18 mars 2019               | 24.8                      | 21.6 (1st)                | 20.0 (1st)              |
| 96      | 19 mars 2019               | 24.5                      | 21.5 (1st)                | 20.0 (1st)              |
| 97      | 20 mars 2019               | 24.0                      | 21.2 (1st)                | 19.4 (1st)              |
| 98      | 21 mars 2019               | 24.2                      | 22.0 (1st)                | 20.1 (1st)              |
| 99      | 22 mars 2019               | 20.4                      | 19.2 (1st)                | 18.3 (1st)              |
| 100     | 25 mars 2019               | 25.4                      | 21.7 (1st)                | 19.5 (1st)              |
| 101     | 26 mars 2019               | 21.0                      | 18.7 (1st)                | 17.0 (1st)              |
| 102     | 27 mars 2019               | 22.5                      | 20.5 (1st)                | 19.5 (1st)              |
| 103     | 28 mars 2019               | 23.9                      | 21.4 (1st)                | 19.8 (1st)              |
| 104     | 29 mars 2019               | 22.7                      | 20.1 (1st)                | 18.3 (1st)              |
| 105     | 1 avril 2019               | 24.5                      | 22.2 (1st)                | 20.4 (1st)              |
| 106     | 2 avril 2019               | 23.2                      | 21.2 (1st)                | 19.3 (1st)              |
| 107     | 3 avril 2019               | 23.3                      | 20.1 (1st)                | 18.0 (1st)              |
| 108     | 4 avril 2019               | 23.7                      | 21.2 (1st)                | 19.8 (1st)              |
| 109     | 5 avril 2019               | 22.7                      | 20.6 (1st)                | 18.7 (1st)              |
| 110     | 8 avril 2019               | 24.7                      | 22.0 (1st)                | 20.0 (1st)              |
| 111     | 9 avril 2019               | 23.8                      | 21.5 (1st)                | 19.8 (1st)              |
| 112     | 10 avril 2019              | 22.7                      | 20.4 (1st)                | 18.2 (1st)              |
| 113     | 11 avril 2019              | 19.6                      | 17.9 (1st)                | 16.9 (1st)              |
| 114     | 12 avril 2019              | 22.6                      | 20.3 (1st)                | 19.1 (1st)              |
| 115     | 15 avril 2019              | 23.6                      | 21.2 (1st)                | 19.3 (1st)              |
| 116     | 16 avril 2019              | 23.0                      | 19.7 (1st)                | 17.7 (1st)              |
| 117     | 17 avril 2019              | 21.4                      | 18.8 (1st)                | 16.7 (1st)              |
| 118     | 18 avril 2019              | 24.0                      | 19.6 (1st)                | 17.2 (1st)              |
| 119     | 19 avril 2019              | 20.6                      | 18.3 (1st)                | 16.7 (1st)              |
| 120     | 22 avril 2019              | 24.5                      | 20.8 (1st)                | 18.6 (1st)              |
| 121     | 23 avril 2019              | 24.0                      | 21.1 (1st)                | 18.8 (1st)              |
| 122     | 24 avril 2019              | 23.6                      | 19.5 (1st)                | 17.2 (1st)              |
| 123     | 25 avril 2019              | 25.7                      | 20.8 (1st)                | 19.3 (1st)              |
| 124     | 26 avril 2019              | 24.4                      | 20.4 (1st)                | 18.9 (1st)              |
| Average | Average                    | —                         | 19.7                      | 18.0                    |

## Nominations et récompenses
| An   | Prix                | Catégorie                                          | Bénéficiaire  | Résultat   | Ref.  |
| ---- | ------------------- | -------------------------------------------------- | ------------- | ---------- | ----- |
| 2018 | Prix KBS Drama 2018 | Prix d'excellence, acteur dans un drama quotidien  | Park Yoon-jae | Lauréat    | [ 3 ] |
| 2018 | Prix KBS Drama 2018 | Prix d'excellence, actrice dans un drama quotidien | Seo Hyo-rim   | Nomination | [ 3 ] |